# Guillaume de Ferrières (cardinale)
Guillaume de Ferrières, noto anche come Ferrerius o Ferriere o Ferrieri (Provenza, XIII secolo – Perpignano, 7 settembre 1295), è stato un cardinale e presbitero francese.

## Biografia
Si laureò in legge ad Orléans. Dal 1284 fu professore di diritto a Tolosa. Nel 1289 fu prevosto del capitolo della cattedrale di Marsiglia. Nell'agosto del 1290 divenne cancelliere del re di Napoli, Carlo II, che ne sollecitò la sua nomina a cardinale, che avvenne con il concistoro di papa Celestino V del 18 settembre 1294. Gli venne assegnato il titolo di cardinale presbitero di San Clemente.
Partecipò al conclave del 1294 che elesse papa Bonifacio VIII.
Fu inviato da questi come legato pontificio in Spagna, ma morì durante lo svolgimento di questo mandato. La sua salma venne inumata nella chiesa francescana di Perpignano.